# Camp de Noé
Das Camp de Noé war ein 14 Hektar großes Internierungslager am nördlichen Rand von Noé. Es erstreckte sich über Teile der Gemarkungen von Noé, Le Fauga und Mauzac. Das Lager diente vom Herbst 1940 bis 1944 der Internierung von durch das Vichy-Regime oder den deutschen Besatzern verfolgten Menschen; danach wurden hier deutsche Kriegsgefangene und Personen untergebracht, die verdächtigt waren, mit den Deutschen kollaboriert zu haben.

## Geschichte
Nach Recherchen der Organisation AJPN - Anonymes, Justes et Persécutés durant la période Nazie dans les communes de France wurde 1937 durch das französische Kriegsministerium am Nordrand der Gemeinde Noé eine Dependance der Schießpulverfabrik in Le Fauga (Poudrerie de Le Fauga) eingerichtet. Auf diesem Gelände, auf dem Unterkünfte für Arbeiter in der Rüstungsproduktion errichtet worden waren, entstand im September 1940 das Camp de Noé als Centre de Séjour Surveillé (CSS – Zentrum für überwachten Aufenthalt). Seine ersten Bewohner waren ausländische Flüchtlinge aus Spanien und Belgien.
Im Februar 1941 wurde das Camp – parallel zum Camp du Récébédou in Portet-sur-Garonne – auf Weisung des Vichy-Regimes in ein Lagerkrankenhaus für „kranke, alte und verstümmelte“ Menschen umfunktioniert. Zwischen dem 17. und 28. Februar 1941 wurden 1.500 Ausländer aus anderen Lagern (insbesondere aus dem Camp de Gurs) nach Noé verlegt. Etwa 900 von ihnen waren spanische Bürgerkriegsflüchtlinge, oft mit Kriegsverletzungen, und etwa 600 waren deutsche Juden, viele bereits älter und unter ihnen auch sehr viele Frauen. 150 der Neuankömmlinge starben bereits im ersten Monat nach ihrer Ankunft.
Ende August 1942 führten Razzien des Vichy-Regimes in der unbesetzten Zone zur Verhaftung Tausender Juden. Als Folge wurden in der Haute-Garonne 170 Juden (darunter 40 Kinder) verhaftet und ins Camp Noé eingeliefert. Am 1. September 1942 verließ ein Transport mit insgesamt 501 Juden das Camp de Gurs. Bei einem Halt in Le Fauga mussten 161 Internierte aus dem Camp de Noé diesen Zug ebenfalls besteigen, der am 2. September das Sammellager Drancy erreichte. Am 4. September 1942 erfolgte der Weitertransport nach Auschwitz. Nach der AJPN war dies der letzte von vier Transporten mit Menschen aus dem Camp de Noé, und „im August und September 1942 sowie im Mai 1944 wurden 715 Juden (Männer, Frauen und Kinder) in das Lager Drancy geschickt und dann hauptsächlich in die Vernichtungsanstalt Auschwitz-Birkenau deportiert.“
Seit März 1941 setzte sich Jules Saliège, der Erzbischof von Toulouse, dafür ein, den Menschen im Camp de Noé und im Internierungslager Récébédou materiell zu helfen. Am 23. August 1942 verurteilte er in einem Hirtenbrief die Razzien und Deportationen, denen die Juden zum Opfer fielen. Der Brief wurde von der Präfektur verboten, aber dennoch in den meisten Gemeinden verlesen und von der BBC ausgestrahlt. Karl Schwesig, der vom 3. Februar 1941 bis zum 5. März 1943 im Camp de Noé interniert war, erinnerte sich in seinem Manuskript an die heftigen Reaktionen, die Salièges Äußerungen, denen sich weitere hohe Geistliche angeschlossen hatten, auslösten. Der Lagerkommandant versuchte den Vertretern der Internierten gegenüber alles als Übertreibung darzustellen und die Beteiligung der Franzosen an den Deportationen herunterzuspielen. Nicht die Franzosen, sondern die Deutschen hätten die Befehlsgewalt.:S. 40
Im September 1943 wurden 650 unheilbare und alte Menschen in verschiedene Hospize evakuiert; die 7 Krankenstationen des Lagers wurden geschlossen und das Lager selber nun nicht mehr als eine einem Krankenhaus gleichgestellte Einrichtung geführt. Im Mai 1944 wurden die letzten 175 ausländischen Juden aus dem Lager deportiert. Die Deutschen übernahmen Camp de Noé und schickten 244 Internierte zur Arbeit in Konzentrationslager. Angeblich verblieben danach noch 306 Menschen, Mütter, Behinderte und Kranke, im Lager. Etwas differenzierter wird diese Übernahme des Lagers von Peter Gaida beschrieben. Nach ihm war das Camp de Noé „zu einem Sortierzentrum der Juden für die Organisation Todt“ geworden.

„Eine Notiz der Nationalpolizei gibt Auskunft, dass 600 Arbeiter und 150 Internierte aus dem Lager Noé im Mai 1943 nach Bordeaux deportiert wurden. Sie wurden von der Gendarmerie abgeholt und mit Bussen zu Bahnhöfen transportiert. Und, wie in der Notiz empfohlen, im Falle eines Fluchtversuchs sollten sie angekettet werden. Für eine freiwillige Ausreise nach Deutschland versuchten die deutschen Arbeitsagenturen, die Arbeitnehmer mit hohen Löhnen zu ködern.“

Am 19. August 1944 befreiten Maquisards nach dem Abzug der Deutschen die letzten Internierten aus dem Camp de Noé. Über dessen Geschichte urteilte die Fondation pour la Mémoire de la Shoah: 

„Dieser Ort der willkürlichen Inhaftierung, der dem französischen Vichy-Staat unterstand, war ein Glied in der Welt der Konzentrationslager, ein Vorzimmer für die Deportation in die Lager und Vernichtungszentren der Nationalsozialisten.“

Im Internet finden sich viele vage Hinweise auf ein Lager für deutsche Kriegsgefangene, das Lager 171, Camp de Sables, in Toulouse beziehungsweise in Portet-sur-Garonne. Dort befand sich, wie schon erwähnt, auch das Internierungslager Récébédou. Unklar ist, ob sich diese beiden Lager auf dem gleichen Gelände befanden. Nach Quäker-Berichten vom August und September 1945 unterhielt dieses Kriegsgefangenenlager Camp de Sables eine Dependance im etwa 25 Kilometer entfernten Mauzac. In dem Bericht heißt es, dass die dortigen gut gebauten Hütten einst als Unterkunft für die Wachen oder die Arbeiter der Pulverfabrik gedient hätten. Da es für Mauzac keine Hinweise auf ein eigenständiges Lager gibt, ist davon auszugehen, dass sich dieses Lager für etwa 500 Kriegsgefangene auf dem Gelände des Camp de Noé befand, das ja teilweise zur Gemarkung von Mauzac gehörte. Das Camp des Sables hat bis 1948 existiert; ob das auch für die Dependance galt, ist ungewiss.
Das Camp de Noé hatte nach der Befreiung Frankreichs noch eine weitere Funktion. Es wurde zu einem Haftort für mutmaßliche französische Kollaborateure, die hier bis zu einem Urteil über sie verbleiben mussten. 1947 wurde das Camp de Noé endgültig geschlossen.

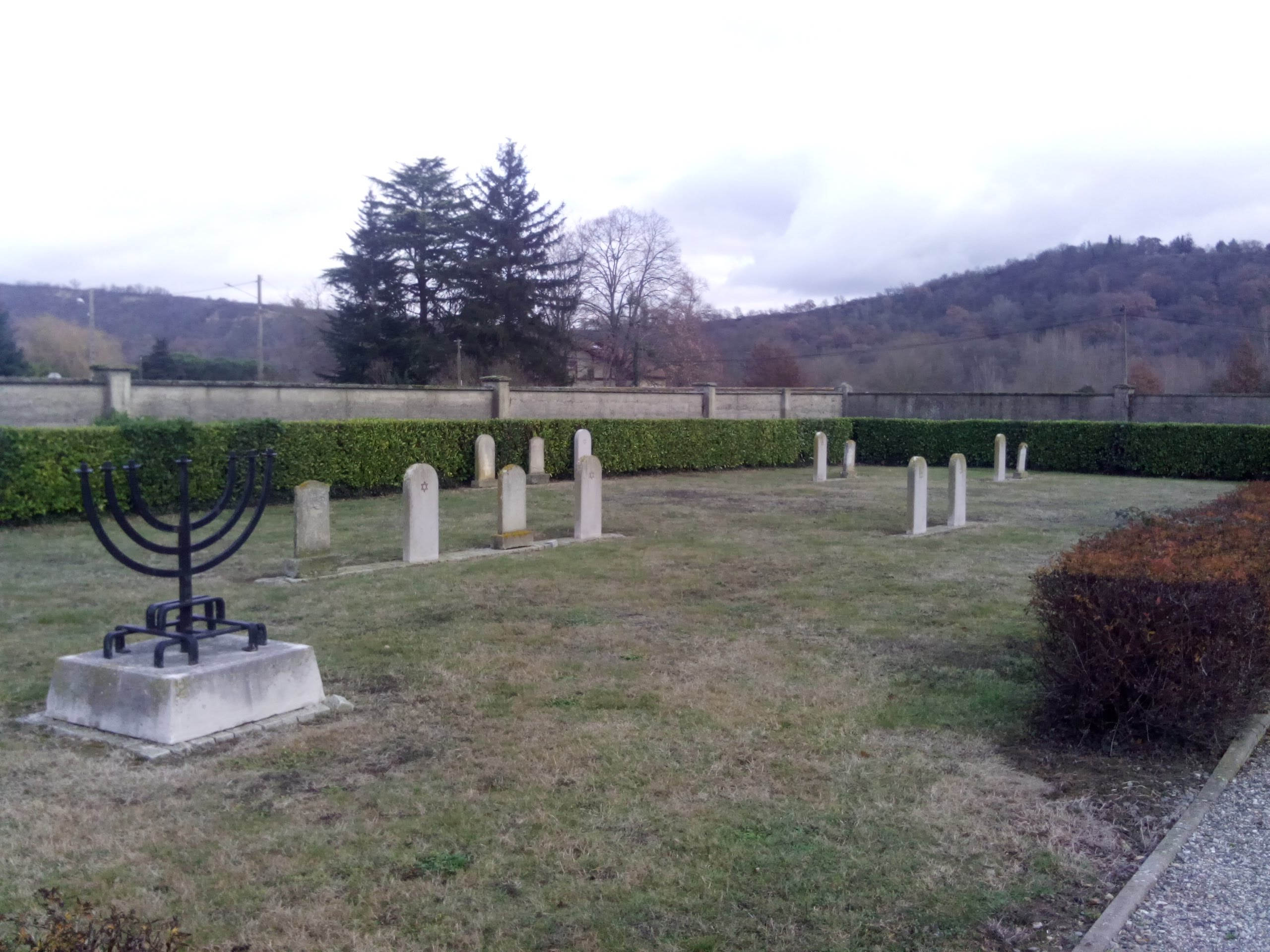
Teils des Friedhofs von Noé, der den Gräbern von Juden gewidmet ist, die während des Zweiten Weltkriegs im Camp de Noé starben

## Gedenken
Nach der Schließung des Camp de Noé blieben dessen Baracken in den 50er und 60er Jahren fast unverändert bestehen. Die Umkleidekabinen des Stadions fanden in einer ehemaligen Baracke Platz, ebenso wie das heutige Freizeitzentrum. Die Geschichte des „Lagers der Schande“ wurde aber über 80 Jahre hinweg weitgehend verdrängt – auch weil man im Rathaus befürchtet, Noé würde durch diesen Teil seiner Geschichte stigmatisiert. „Es gibt wenig Spuren. Auf dem städtischen Friedhof (Chemin de Barthe) befinden sich zwei Denkmäler: Eines ist den 220 jüdischen Opfern des Lagers, das andere allgemein den Gefangenen des Lagers gewidmet. Eine Gedenktafel im Bahnhof Longages-Noé erinnert – ohne Bezug zum Lager Noé – an die Judendeportationen von 1942 bis 1944.“
Am 22. Oktober 2021 wurde im Beisein von Serge und Beate Klarsfeld auf einem Platz neben dem Stadion ein Denkmal eingeweiht. (Lage) Das bei Google Street View angezeigte Denkmal besteht aus einer mehrere Meter hohen Metallskulptur, die auf einem Boden aus rosafarbenem Marmor steht. Das Denkmal trägt eine Inschrift in sechs Sprachen, darunter Französisch, Hebräisch, Spanisch und Deutsch.
Das United States Holocaust Memorial Museum (USHMM) und das Ghetto Fighters’ House sind im Besitz einer Vielzahl von Zeichnungen und Aquarellen von Karl Schwesig, die auch seine Verfolgung und Internierung in Frankreich zum Gegenstand haben, darunter auch Motive aus dem Camp de Noé. Digitalisate dieser Werke sind auf den betreffenden Webseiten aufrufbar.